# Automotrici FS ALe 801 e ALe 940
Le ALe 801 e ALe 940 sono un gruppo di elettromotrici ad azionamento reostatico italiane progettate dalle FS, destinate al traffico suburbano e regionale, entrate in servizio nel 1976. 
I convogli ALe 801/940 sono generalmente composti da quattro elementi: un'elettromotrice ALe 801, due rimorchiate Le 108 e un'elettromotrice ALe 940. La differenza tra le due elettromotrici è il bagagliaio da 8 metri quadrati, con portello di carico a serrandina, che sottrae 14 posti alla ALe 801.
La composizione standard di 4 elementi (ALe 801 + Le 108 + Le 108 + ALe 940) ha una lunghezza totale di 109,7 metri. Nel corso degli anni sono stati formati anche convogli da tre o cinque elementi (una o tre rimorchiate), oppure convogli costituiti esclusivamente da ALe 801 o ALe 940 più le rimorchiate.
La ferrovia concessa TFT ha rilevato due complessi nel 2017 per l'utilizzo sulla propria rete sociale.

## Tecnica
Rispetto alle precedenti ALe 803, di cui venne mantenuta a grandi linee la cassa per ragioni di costi (con il solo frontale leggermente più piatto), questi veicoli hanno solo due vestiboli anziché tre, cosa che contribuisce ad aumentare la loro capienza, per un totale di 390 posti a sedere (94+108+108+80) nella classica configurazione a quattro elementi.

Le porte di accesso sono scorrevoli, di concezione moderna, più sicure rispetto alle porte a doppia anta "a libro" usate sino ad allora, in quanto le parti mobili riducono l'accessibilità durante la salita. 
La caratteristica peculiare di questi veicoli era la possibilità di unire più convogli, fino a tre gruppi per un totale di dodici veicoli.
Questa caratteristica permise alle ALe 801/940 di essere usate sia come automotrici "pure" (a bassa capacità, ma con costi di servizio contenuti e con l'impiego di poco materiale rotabile), sia come treni a forte composizione da dodici casse per servizi in orari di punta, un formato abbastanza cospicuo anche per treni tradizionali.
Le carrozze di seconda serie erano state dotate di un apposito sistema di accoppiamento automatico, di tipo Scharfenberg Schaku, per velocizzare le operazioni di connessione e disconnessione.
L'utilizzo di più macchine unite permetteva di instradarle contemporaneamente su una tratta per poi dividerle in stazioni intermedie, riducendo drasticamente la traccia oraria del convoglio e aumentando di conseguenza la capienza della linea, senza però ridurre il numero di destinazioni.
Fin dai primi anni ottanta inoltre alcuni rimorchi furono spostati da un treno ad un altro realizzando così composizioni da 3 e da 5 elementi (rispettivamente da 282 e 498 posti) per meglio rispondere alle esigenze di certe linee, in particolare quelle piemontesi.
Dal punto di vista meccanico non si trattava di veicoli innovativi, essendo ancora dotati di azionamento reostatico, sebbene in quel periodo cominciavano già ad affacciarsi con successo le locomotive a controllo elettronico a chopper, che inizialmente tuttavia si dimostrarono meno affidabili rispetto ai vecchi sistemi a fronte però di prestazioni molto più elevate, che alla lunga avrebbero superato in efficienza i vecchi mezzi a controllo reostatico. Per ridurre gli ingombri interni e a beneficio di un miglior confort di marcia l'apparecchiatura elettromeccanica fu posta in due vani del sottocassa.
Tra le elettromotrici monopiano sono state per anni le più capienti per unità di lunghezza, grazie alla particolare disposizione degli interni, all'uso di panchette in similpelle imbottite invece dei tradizionali sedili, come per le Carrozze Vicinali Piano Ribassato, e soprattutto grazie al passo ultra-corto dei sedili: solo 1500 mm contro i tradizionali 1600.

## Storia
Il progetto delle ALe 801 nacque nel 1973, basato sulle di poco precedenti ALe 803 e ALe 601, nel periodo in cui le Ferrovie dello Stato decisero di potenziare la flotta per il traffico suburbano e locale mediante un nuovo rotabile in grado di garantire una ampia flessibilità di utilizzo, sia su tratte poco frequentate che su linee intensamente sfruttate.
Costruiti tra il 1975 e il 1979 i 25 convogli della prima serie presero servizio nel 1976.
Poiché le motrici furono le ultime ad essere realizzate, mentre le rimorchiate già giacevano nei depositi pronte all'entrata in servizio, si propose di metterle in pre-esercizio trainate da alcune E.424, usando le poche Le 803 consegnate come semipilota. L'esperimento, effettuato tra Bergamo, Cremona e Milano ebbe successo e rimase in servizio sino all'entrata in servizio delle ultime motrici.
Le prime assegnazioni furono in Liguria, Veneto, Lombardia e Piemonte, seguite dalla cospicua dotazione della capitale, dove le ALe 801/940 venivano utilizzate sui servizi urbani in sostituzione della flotta di ALe 803, spostate in servizio a Napoli per l'uso sulla "Metropolitana FS", rafforzando la già cospicua dotazione napoletana.
Trasporto Ferroviario Toscano nel 2017 acquistò due complessi fra quelli in corso di dismissione in quel periodo da parte di Trenitalia per l'uso sulla propria rete. I convogli sono formati da 5 elementi anziché dai consueti 4 e hanno sostituito i complessi formati da E.624 o locomotive EBz trainanti vetture Corbellini ricostruite sui "treni degli studenti". Dal 2023 vengono utilizzati in orari poco profittevoli o come materiale di riserva.

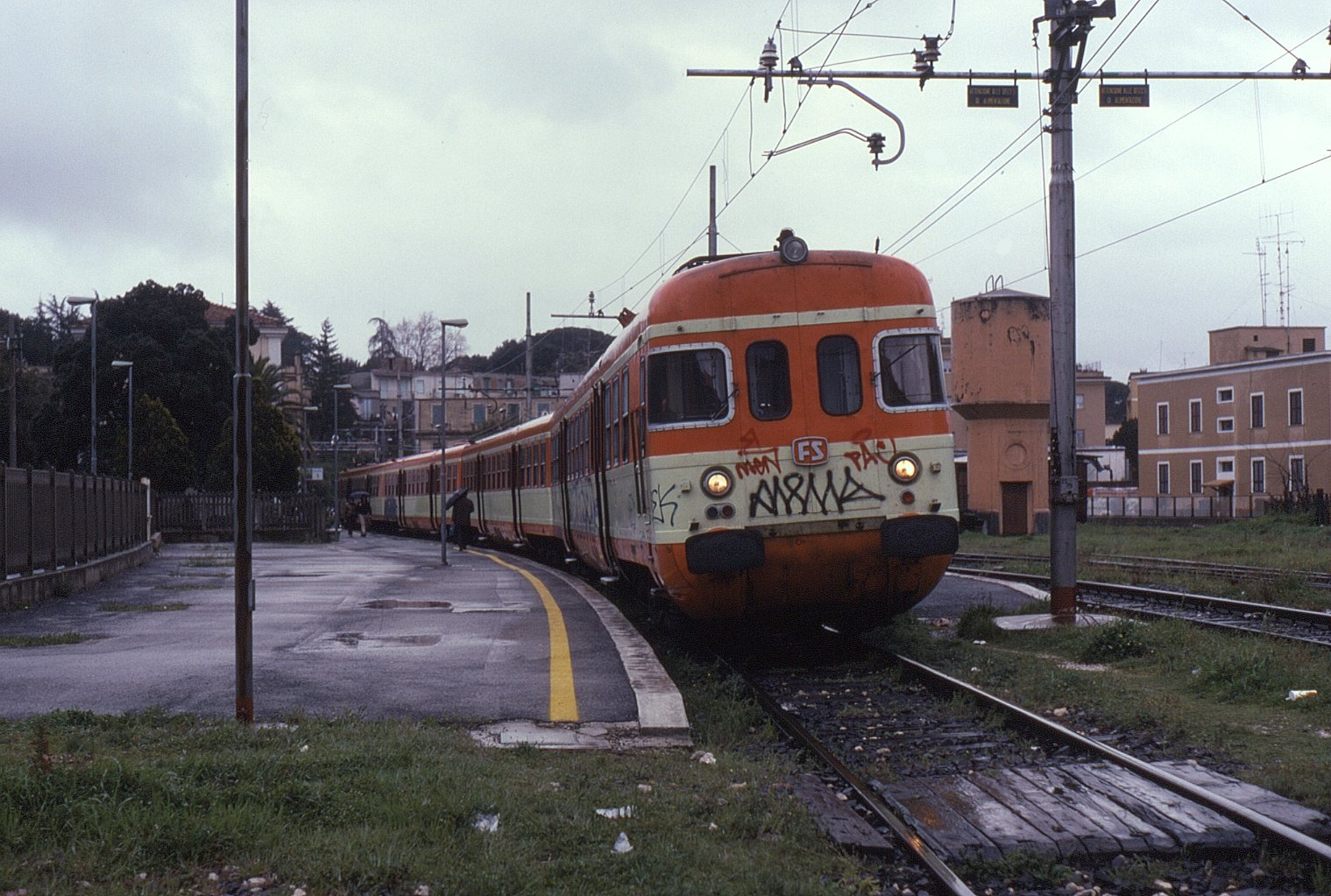
Complesso di ALe 940 in servizio urbano a Roma nel 1998, alla stazione di Albano Laziale, sulla ferrovia dei Castelli (oggi Linea FL4 del servizio ferroviario regionale).

Nell'ottobre 2024, il complesso ALe 801-016 + Le 108-065 + Le 108-085 + ALe 940-049 in dotazione a TFT è stato ceduto a Fondazione FS Italiane per un possibile ingresso nell'asset rotabili storici della società.

## Modellismo
Le ALe 801/940 e relative rimorchiate sono state riprodotte in Scala H0 dalla A.C.M.E., Sono disponibili sia in livrea "Fanta" che in livrea XMPR.

## Curiosità

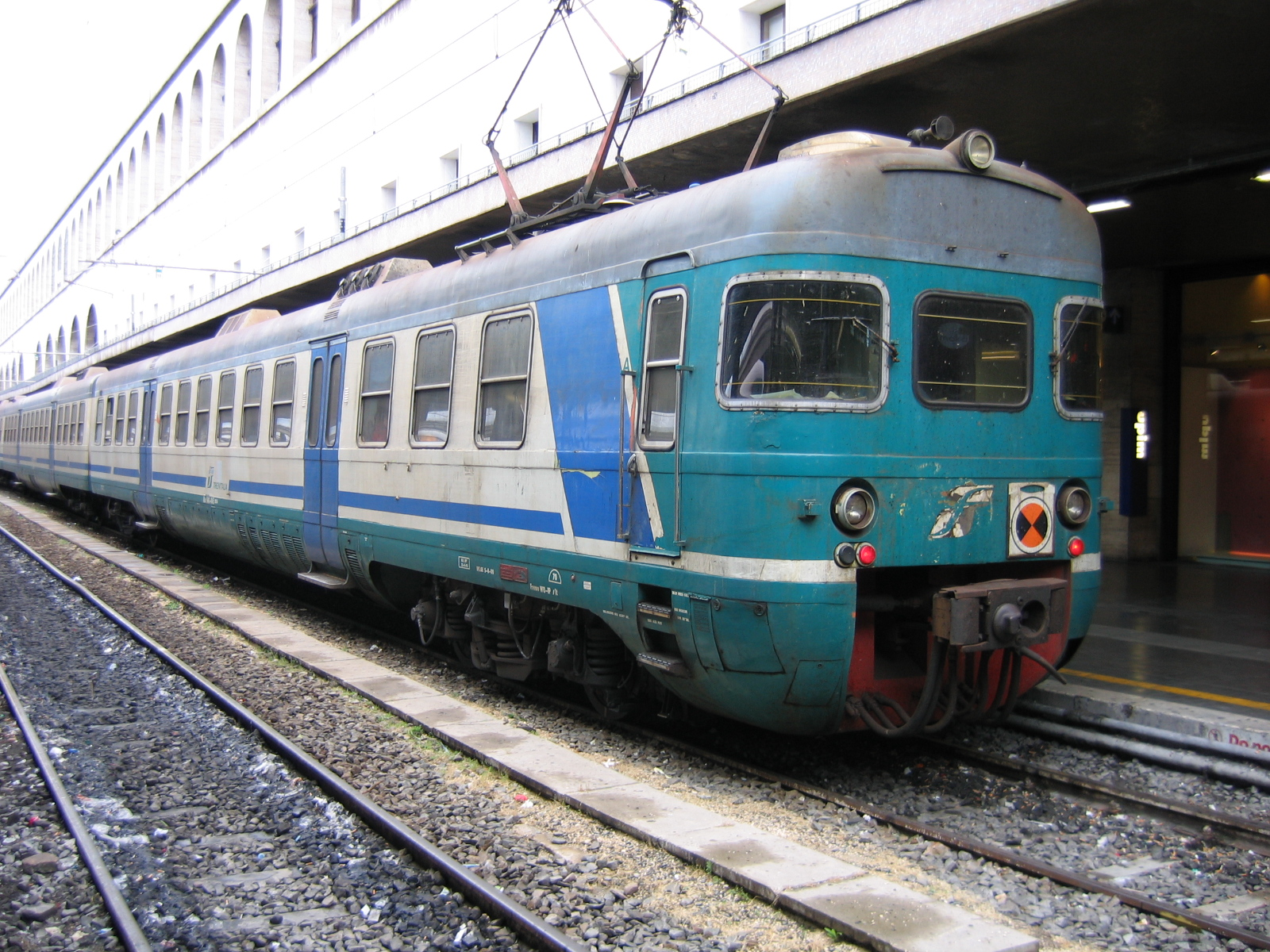
ALe 940-085 a Roma Termini, 2 giugno 2006

- Le ALe 801/940 ricevettero una particolarissima ed inedita colorazione gialla (giallo Colorado) e arancione, al posto della precedente livrea rossa e sabbia rivestita dalle ALe 803. Questo guadagnò loro il soprannome Fanta, citando la popolare aranciata. Quando nei primi anni 2000 vennero sottoposte alla ripellicolatura e all'applicazione della Livrea unificata XMPR, in molte comunità di appassionati si diffuse il nomignolo Sprite, dato che i colori verde-blu-bianco ricordavano da vicino quelli della omonima gazzosa.
- Sempre il colore giallo, portò a queste macchine il soprannome di Arancia meccanica, film uscito in quegli anni.
- In un'operazione di revamping questi mezzi furono dotati di posacenere tra le coppie di sedili. Operazione che servì solo a dare un piccolo contenitore per rifiuti, dato che solo pochi mesi dopo sarebbe scattato il divieto di fumo su tutti i treni regionali.
- Sono state le ultime elettromotrici progettate completamente dal Servizio Materiale e Trazione di Firenze. A partire dai "Treni G.A.I." del 1978, la progettazione delle elettromotrici verrà ripartita tra le FS e le aziende costruttrici.